# Agrostis orientalis
Agrostis orientalis é uma espécie de gramínea do gênero Agrostis, pertencente à família Poaceae.